# 3e kōkūtai
Le 3e kōkūtai (第三航空隊, dai-san kōkūtai), devenu le 202e kōkūtai (第二〇二海軍航空隊, dai ni rei ni kaigun kōkūtai) en novembre 1942, est un groupe d'aviation du service aérien de la Marine impériale japonaise pendant la Seconde Guerre mondiale.
Formé en préparation du déclenchement de la guerre du Pacifique, le 3e kōkūtai rassemble au début du conflit certains des pilotes les plus expérimentés de l'aéronavale japonaise et doit jouer un rôle clé dans l'établissement de la suprématie aérienne japonaise contre les États-Unis et leurs alliés dans les premiers mois de la guerre. Ce rôle est initialement rempli, puisque le groupe réussit à détruire la Far East Air Force et à infliger de très lourdes pertes aux aviations alliées lors de la campagne des Philippines. 
Après cela, le 3e kōkūtai participe successivement à l'attaque sur Broome et à la couverture aérienne de la bataille de Guadalcanal. Renuméroté pour devenir le 202e kōkūtai en novembre 1942, le groupe passe une bonne partie de l'année 1943 à mener des raids longue distance contre l'Australie au cours desquels les pilotes japonais enregistrent de bons résultats contre les Spitfires de la RAAF. 
Comme d'autres kōkūtai, le 202e subit cependant une érosion de ses forces en 1944. Malgré les réorganisations, les pilotes expérimentés meurent les uns après les autres et les lourdes pertes subies lors de la campagne des îles Mariannes et Palaos signent la fin du 202e kōkūtai. Il est dissous le 10 juillet 1944 et les quelques pilotes restants sont affectés à une autre unité.

## Histoire

### 3ekōkūtai

#### Formation
Le 3e kōkūtai est formé le 10 avril 1941, et équipé initialement de bombardiers moyens (en) pour être rattaché à la 11e flotte aérienne. Après sa mise sur pied, il est basé à Hanoï à partir de juillet et mène des opérations en septembre à l'intérieur de la Chine. À la mi-septembre, le kōkūtai est transformé en unité de chasse et doté de 54 avions de chasse de plusieurs types et neuf avions de reconnaissance C5M. Le groupe est alors censé jouer un rôle clé dans l'établissement de la suprématie aérienne japonaise face aux Américains, une fois les hostilités déclenchées après l'attaque de Pearl Harbor.

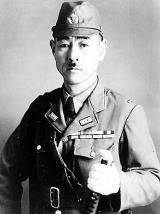
Yoshio Kamei, le premier commandant du 3e kōkūtai. Kamei est l'un des pionniers de l'aéronavale japonaise : il fait partie du groupe aéronaval du Hōshō, le premier porte-avions de la Marine impériale japonaise, à son lancement dans les années 1920.

Un détachement de 13 A6M Zero et trois C5M du 3e kōkūtai est envoyé au sud de l'Indochine pour opérer au-dessus de la Malaisie juste avant le début de la guerre du Pacifique, laissant donc disponibles 45 Zeros modèle 21, 12 A5M et six C5M, qui sont déplacés en octobre 1941 à Takao (aujourd'hui Kaohsiung, à Taïwan) pour mener des missions contre Manille, sur l’île de Luçon. Les pilotes du 3e kōkūtai sont alors parmi les plus expérimentés du service aérien de la Marine impériale : tous ont au minimum un millier d'heures de vol à leur actif. Le groupe est commandé par le capitaine de vaisseau Yoshio Kamei (ja) tandis que le lieutenant de vaisseau Tamotsu Yokoyama (ja) en est le hikōtaichō (en).
À Takao, le 3e kōkūtai suit un entraînement intensif sous les ordres de Tamotsu Yokoyama pour se préparer à l'offensive contre les Philippines. Les cibles des pilotes sont distantes de plus de 800 km de leurs bases de départ (soit un aller-retour de plus de 1600km sans compter les combats, avec des avions dont la portée est d'environ 1800km). Aussi s'entraînent-ils à limiter au maximum leur consommation de carburant. Le capitaine Kamei juge finalement les opérations faisables : une fois arrivés dans la zone de combat, ses chasseurs disposeraient de suffisamment de carburant pour combattre pendant une vingtaine de minutes et pourraient faire le trajet aller-retour entre Takao et Luçon sans avoir à se ravitailler sur des porte-avions en cours de route comme le plan le prévoyait initialement.

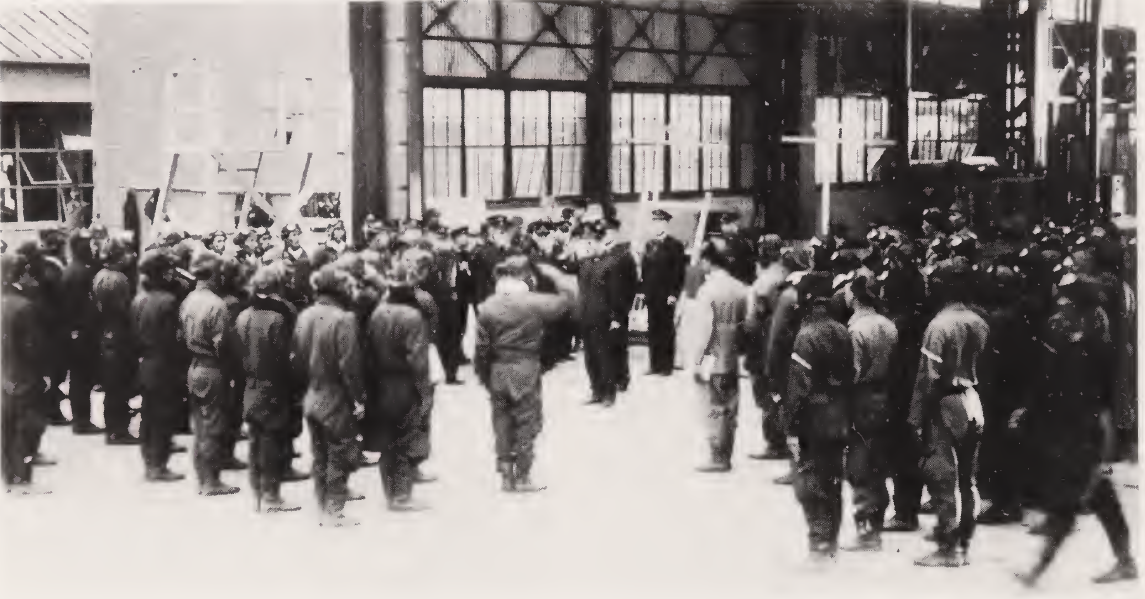
Les pilotes du 3e kōkūtai, peu de temps avant leur décollage de Takao, le 8 décembre 1941.

#### Début de la guerre du Pacifique

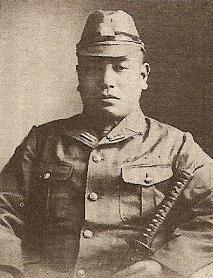
Le hikōtaichō Tamotsu Yokoyama. Yokoyama se sert de son expérience dans les raids à longue distance lors de la seconde guerre sino-japonaise pour mettre sur pied l'. Après la fin de la guerre, il devient officier de la Force aérienne d'autodéfense japonaise et prend sa retraite en 1964.

Le 8 décembre 1941 (au lendemain de l'attaque de Pearl Harbor) 53 appareils du 3e kōkūtai, dirigés par le hikōtaichō (en) Tamotsu Yokoyama (ja) décollent de Takao pour escorter des bombardiers moyens qui attaquent les aérodromes d'Iba (en) et de Clark dans la région de Manille (attaque de l'aérodrome Clark (en)). Les pilotes japonais revendiquent plus de dix chasseurs d'interception abattus et vingt autres appareils détruits au sol par mitraillage lors de l’attaque, au prix de 2 Zeros abattus. Deux jours plus tard, 24 pilotes du 3e kōkūtai reviennent dans la région et revendiquent 44 victoires aériennes et 42 autres destructions au sol,. Ces revendications sont difficiles à confirmer, mais les archives de l’USAAF accréditent au moins les destructions de 11 P-40 abattus, 12 P-35 détruits au sol et six autres endommagés, trois B-18 et un nombre considérable d'appareils divers abattus ou détruits au sol. D'autres attaques sont menées les 12 et 13 décembre, sans grand résultat puisqu'elles se font contre des forces américaines déjà décimées. Toutes ces attaques (et particulièrement celle du 8 décembre) éliminent presque complètement la Far East Air Force.
Le 23 décembre 1941, le 3e kōkūtai se déplace à Davao, aux Philippines, et de là, submerge le 28 la poignée de pilotes néerlandais qui défendent Tarakan aux commandes de leurs Brewster Buffalo. Le 12 janvier 1942, l’unité est à nouveau déplacée vers Manado, nouvellement conquise, et attaque Ambon. Après un nouveau déplacement vers Kendari à partir du 25 janvier, le 3e kōkūtai lance une attaque sur Kupang, sur l’île de Timor. Le 2 février, le groupe est déplacé à Balikpapan, et mène dès le lendemain une attaque contre les pilotes néerlandais et américains basés à Surabaya, sur l'île de Java.  Le 3e kōkūtai abat 39 avions et en détruit 21 autres au sol dans l'opération lancée en collaboration avec le kōkūtai Tainan (en tout, les deux groupes revendiquent 90 avions ennemis détruits, que ce soit dans les airs ou au sol). Après avoir conquis la suprématie aérienne au-dessus de l'île, le 3e kōkūtai effectue des missions pour soutenir l'invasion de Java depuis plusieurs bases entre lesquelles il est dispersé. Entre le début de la guerre du Pacifique et le 3 mars 1942, le groupe totalise 150 victoires aériennes et 170 avions endommagés ou détruits à sol, au prix de 11 pilotes tués.

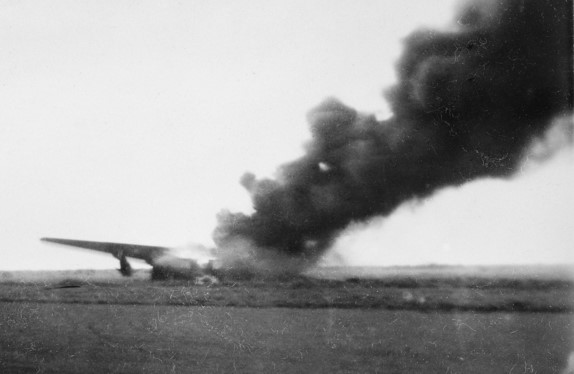
Un Consolidated B-24 Liberator en feu après l'attaque de Broome.

Le 3 mars, 17 Zéros du 3e kōkūtai commandés par le lieutenant de vaisseau Zenjirō Miyano partent de Kupang et attaquent les aérodromes de Broome et de Wyndham, dans le nord-ouest de l'Australie, et affirment y avoir détruit plus de 20 hydravions et divers autres appareils. Leurs victimes ne sont en réalité pas totalement de nature militaire. Les 9 pilotes japonais attaquant Broome ont effectivement détruits des bombardiers B-17 et B-24 ainsi que des hydravions de l'armée néerlandaise. Mais ils ont également frappé des Douglas DC-3 civils de la KNILM et plusieurs hydravions transportant des réfugiés néerlandais arrivés en Australie après l'invasion des Indes néerlandaises et attendant leur ravitaillement en carburant. Une trentaine de corps sont retirés de la baie de Roebuck après l'attaque du 3e kōkūtai (majoritairement des civils), mais le bilan, incertain, pourrait être bien plus élevé, peut-être de l'ordre de 70 victimes.

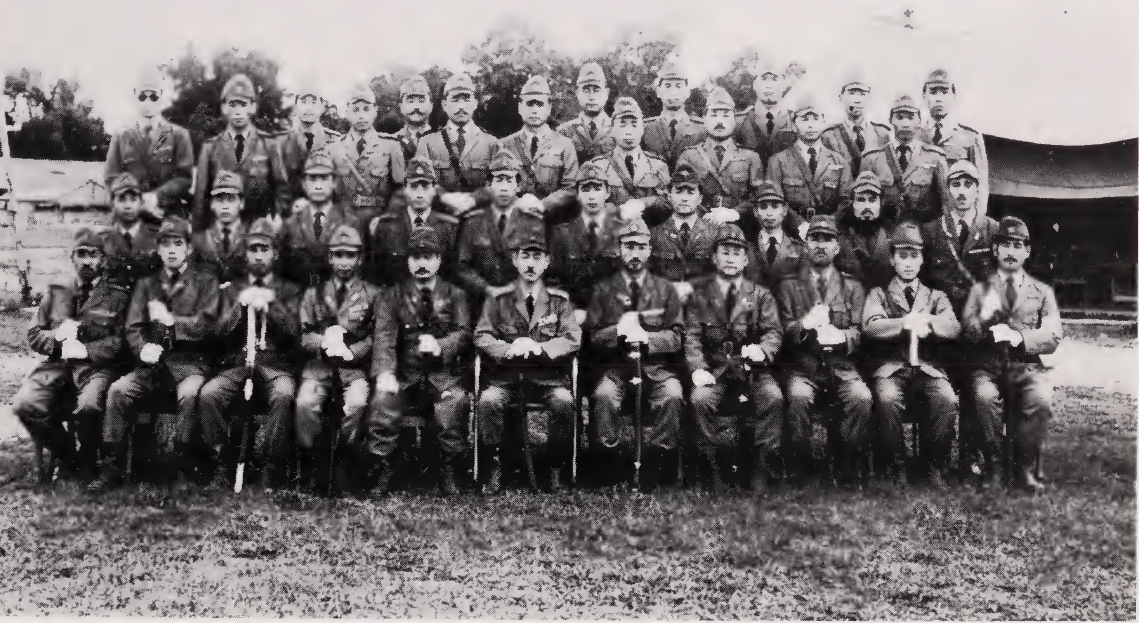
État-major du 3e kōkūtai à la fin du mois d'août 1942. On peut y voir (au premier rang en partant de la gauche) le hikōtaichō (3e), l'officier aérien Kiyoji Sakakibara (4e), le commandant en second Takeo Fukuda (5e) et le commandant du groupe, (6e).

Alors qu'une partie de l'unité retourne au Japon le 10 mars, la majeure partie du 3e kōkūtai reste à Kupang, pour servir d’escorte aux bombardiers qui attaquent Port Darwin. L'unité est régulièrement confrontée aux P-40 du 49th Fighter Group (en), contre lesquels les Japonais enregistrent des pertes relativement lourdes. En septembre 1942, une partie des pilotes du 3e kōkūtai (21 Zéros et quatre C5M) sont déplacés à bord du Taiyō vers Rabaul, d'où ils participent à des attaques sur Guadalcanal, ainsi qu'à des patrouilles et des interceptions de convois jusqu'au début du mois de novembre, le tout sous les ordres du kōkūtai Tainan. Le 1er novembre 1942, le 3e kōkūtai est rebaptisé 202e kōkūtai dans le cadre d'une réorganisation générale du service aérien de la Marine impériale japonaise,.

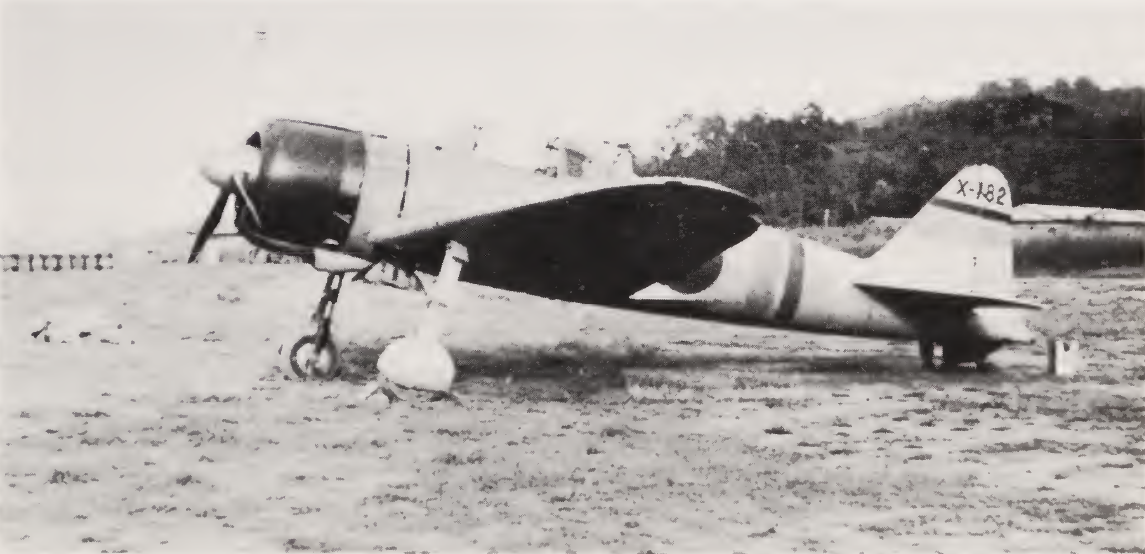
Mitsubishi A6M modèle 21 du 3e kōkūtai à Rabaul.

### 202ekōkūtai

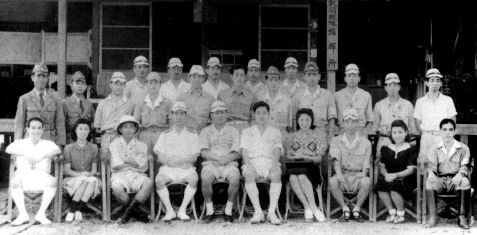
Des éléments du kōkūtai en visite à Kendari pour se reposer et se divertir. Le hikōtaichō Minoru Suzuki est le 3e en partant de la gauche, au premier rang, portant un casque tropical.

La majeure partie de l'unité s'installe après son renommage à Kendari, dans les Célèbes, mais quelques détachements sont affectés à la défense aérienne d’Ambon, Tual (en), Kupang, Makassar et Surabaya. Cette relocalisation est mise à profit pour laisser les pilotes s'entraîner et se reposer après des mois de combats intenses, particulièrement dans le secteur de Rabaul.

#### Raids contre l'Australie
Les 3 et 15 mars 1943, les pilotes du 202e kōkūtai rencontrent pour la première fois des Spitfire pilotés par des vétérans du front européen lors de raids de bombardement au-dessus de Darwin. Quatre pilotes alliés sont abattus dans ces premières rencontres, mais l'arrivée de pilotes expérimentés et bien équipés pose un problème au commandement japonais. Dans ce contexte, le capitaine de corvette Minoru Suzuki devient le nouveau hikōtaichō du 202e kōkūtai et supervise un entraînement intensif des pilotes en vue de missions d'escortes de bombardiers vers Darwin. Pour cela, les pilotes japonais doivent se préparer à un vol de aller-retour de plus de 1 400 km. 

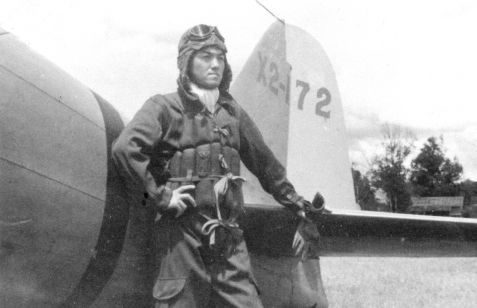
Le sous-lieutenant de vaisseau Toshio Shiozuru du kōkūtai devant son A6M Zero.

Finalement, le 2 mai, 27 Zeros du 202e kōkūtai et 25 Mitsubishi G4M du 753e kōkūtai engagent 33 Spitfire au-dessus de Darwin. Dans le violent affrontement qui suit, 21 avions alliés sont revendiqués abattus par les Japonais, sans aucune perte de leur côté. Les archives de la Royal Australian Air Force réduisent ce bilan surestimé à 13 appareils abattus (et 2 pilotes tués). Jusqu'en septembre, les pilotes du 202e kōkūtai lancent six nouvelles attaques contre le secteur de Darwin. Le groupe est officiellement crédité de 79 victoires aériennes entre mars et septembre 1943 : les archives de la RAAF suggèrent plutôt de revoir le bilan à 38 victoires. Une telle différence s'explique par la difficulté pour les Japonais de vérifier les dires de leurs pilotes, d'autant plus que ceux-ci surestiment volontiers leurs performances au combat. Dans le même temps cependant, seulement 3 pilotes de chasse de l'unité sont tués. Le déséquilibre entre les pertes infligées et subies au sein du groupe aérien s'explique par différents facteurs, selon Yasuho Izawa et Ikuhiko Hata : les pilotes du 202e kōkūtai sont plus expérimentés que leurs opposants alliés, ils bénéficient d'un temps de repos et de récupération supérieur, et ils jouissent surtout d'une supériorité technique grâce à leurs chasseurs Mitsubishi A6M qui surclassent les équivalents alliés,.

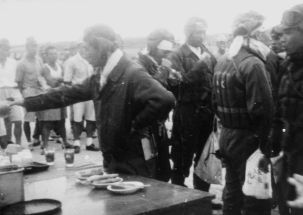
Des pilotes du kōkūtai, tout juste rentrés d'une attaque sur Port Darwin. Au centre, la main droite tendue, se trouve le hikōtaichō Minoru Suzuki.

Après une dernière attaque contre l'Australie le 7 septembre 1943, le 202e kōkūtai est déplacé vers les îles Aru pour cibler les forces de l'USAAF basées dans le sud-ouest de la Nouvelle-Guinée. Le 9 septembre, 27 Zeros de l'unité escortent des bombardiers au cours d'un raid contre Merauke, qui se solde par la mort de trois pilotes piégés par des P-40 américains au cours de la retraite. Parmi ces trois morts se trouve l'enseigne Morio Miyaguchi, un cadre d'expérience breveté pilote en 1933. Après cette opération, le 202e kōkūtai est au repos pendant plus de six mois. En décembre 1943, une vingtaine de ses pilotes (dont l'as Tadao Yamanaka) sont prélevés au groupe pour partir renforcer le 204e kōkūtai dans le secteur de Rabaul. 

#### Passage à la défensive et réorganisation
Le 4 mars 1944, le 202e kōkūtai est rattaché à la 22e flottille aérienne, elle-même rattachée à la 14e flotte aérienne chargée de la couverture de la Flotte du Pacifique centre (en). À ce moment, le groupe est déjà réorganisé de la même manière que chaque unité aéronavale japonaise à ce moment de la guerre : il est divisé en deux « escadrons de chasse » (戦闘飛行隊, sentō hikōtai) devant opérer de manière plus flexible qu'auparavant. Le 301e sentō hikōtai est composé de 48 chasseurs sous le commandement du capitaine de corvette Minoru Suzuki tandis que le 603e (lui aussi composé de 48 chasseurs) est placé sous les ordres du capitaine de corvette Hideki Shingō (en). Cette réorganisation marque une augmentation des effectifs du 202e kōkūtai étant donné que les membres du 603e sentō hikōtai sont tous issus du 331e kōkūtai. 
Le 603e sentō hikōtai est affecté à la défense aérienne de Surabaya, tandis que le 301e est envoyé à Moen, dans les îles Truk, pour intercepter des bombardiers américains B-24 après un bref passage par l'aérodrome d'Harushima (aujourd'hui l'aéroport international de Chuuk). Les deux unités sont toutefois réunies à Moen à la fin du mois de mars. Un détachement du 301e, commandé par le sous-lieutenant de vaisseau Shirō Kawakubo est cependant envoyé à Ponape, pour défendre les îles Mortlock. Le 30 avril 1944, le détachement perd 4 de ses 7 appareils et pilotes (dont Shirō Kawakubo) au cours d'une sortie pour escorter des bombardiers en piqué visant une task force américaine. Quatre autres pilotes du 603e sentō hikōtai venus en renfort de Moen pour couvrir l'attaque trouvent la mort dans le même combat. En retour, les pilotes du 202e kōkūtai revendiquent 27 avions ennemis abattus.  

#### Accroissement des pertes et dissolution
Les 23 et 24 mai 1944, le reste des deux sentō hikōtai quitte les îles Truk pour gagner par étapes Sorong, à l'ouest de la Nouvelle-Guinée, où ils arrivent le 1er juin. Du 2 au 12, les pilotes du 202e kōkūtai sont engagés dans la bataille de Biak avant d'être déplacés une nouvelle fois vers Peleliu à partir du 13, en passant par Yap. Le gros de la capacité de combat du 202e kōkūtai est cependant perdue au-dessus de Biak : arrivé avec 50 avions à Sorong le 1er juin, le groupe en perd 21 au cours de la bataille (soit abattus soit détruits lors d'attaques kamikaze). Il est réduit à seulement 16 avions en état de voler le 17 juin.  
Les 18 et 19 juin 1944, le 202e kōkūtai réussit à rassembler une vingtaine d'avions pour mener des attaques contre les navires alliés au large de Saipan, quelques jours après le débarquement des troupes américaines sur l'île. Après ces attaques, un détachement est envoyé à Guam, pour fournir une couverture aérienne aux défenseurs de Saipan tandis que le reste des avions du groupe tente d'intercepter des B-24 depuis Peleliu et Yap. Le 202e kōkūtai est finalement évacué vers Davao (Philippines) pour y être dissous le 10 juillet. Le groupe n'est pas le seul à subir ce sort le même jour : les groupes aériens de l'aéronavale japonaise subissent des pertes catastrophiques lors de la campagne des îles Mariannes et Palaos, et ce sont pas moins de 11 kōkūtais qui sont dissous en même temps.              
Les restes du 301e sentō hikōtai sont transférés au sein du 201e kōkūtai et passent sous les ordres du lieutenant de vaisseau Usaburo Suzuki, tandis que le 603e est totalement dissous. 

## Commandants
Un kōkūtai est divisé en plusieurs niveaux de commandement. Le terme lui-même désigne à la fois l'unité aérienne mais aussi son personnel au sol et la base aérienne qui l'abrite. Cet ensemble est commandé par un Shirei. Le personnel navigant forme quant à lui un groupe désigné sous le nom d'Hikōtai et commandé par un hikōtaichō (en).
- Shirei[24]
  - Capitaine de vaisseau Yoshio Kamei (ja) (avril 1941 - août 1942)
  - Capitaine de vaisseau Kaoru Umetani (août 1942 - octobre 1942)
  - Capitaine de frégate Motoharu Okamura (en) (octobre 1942 - août 1943)
  - Capitaine de frégate Sadagoro Uchida (août 1943 - mars 1944)
  - Capitaine de frégate Shigeki Negoro (mars 1944 - juillet 1944)

- Hikōtaichō[24]
  - Lieutenant de vaisseau Tamotsu Yokoyama (ja) (septembre 1941 - mars 1942)
  - Lieutenant de vaisseau Takahide Aioi (en) (mars 1942 - mars 1943)
  - Lieutenant de vaisseau Minoru Kobayashi (mars 1943 - avril 1943)
  - Capitaine de corvette Minoru Suzuki (avril 1943 - mars 1944)